# О симмориях
«О симмориях» — речь древнегреческого оратора Демосфена, сохранившаяся в составе «демосфеновского корпуса» под номером XIV. Была произнесена в 354 году до н. э. и стала самой ранней из сохранившихся политических речей этого оратора.
Выступление Демосфена было связано с появившимися данными о масштабных военных приготовлениях персов. Последние намеревались подавить восстания в Египте, в Финикии и на Кипр, но афиняне боялись, что начнётся вторжение в Элладу. Оратор предложил выждать, ничем не провоцируя персидского царя, а пока усиливать свои армию и флот, так как это пригодится в любом случае. Главное, что нужно сделать, по мнению Демосфена, — реорганизовать симмории (объединения, сообща выполняющие дорогостоящие литургии). Оратор считает необходимым увеличить список богатых граждан, обязанных вступать в симмории, с 1200 до 2000 и распределить этих граждан по объединениям более равномерно.
Известно, что Народное собрание одобрило предложения Демосфена. Однако симмории были реорганизованы только в 340 году до н. э. из-за конфликта с Македонией.